# بوبرهای اصلی
بوبرهای اصلی (نام علمی: Phyllastrephus) نام یک سرده از تیره خرمابلبلان است.
این سرده شامل ۲۰ گونه است:
- بوبر کوچک دشتی (Phyllastrephus debilis)
- بوبر کوچک کوهی (Phyllastrephus albigula)
- بوبر گلوسفید (Phyllastrephus albigularis)
- بوبر زاویه (Phyllastrephus xavieri)
- بوبر یرقانی (Phyllastrephus icterinus)
- بلبل قهوه‌ای زمینی (Phyllastrephus terrestris)
- بوبر زیتونی کامرون (Phyllastrephus poensis)
- بلبل قهوه‌ای شمالی (Phyllastrephus strepitans)
- بوبر زیتونی-خاکستری (Phyllastrephus cerviniventris)
- بوبر فیشر (Phyllastrephus fischeri)
- بوبر آرام (Phyllastrephus cabanisi)
- بوبر آرام (Phyllastrephus placidus)
- برگ‌دوست دم‌سرخ (Phyllastrephus scandens)
- بوبر زیتونی ساسی (Phyllastrephus lorenzi)
- بوبر نوارزرد (Phyllastrephus flavostriatus)
- بوبر شارپی (Phyllastrephus alfredi)
- بوبر سرخاکستری (Phyllastrephus poliocephalus)
- بوبر زیتونی تورو (Phyllastrephus hypochloris)
- بوبر زیتونی باومان (Phyllastrephus baumanni)
- بوبر زیتونی کمرنگ (Phyllastrephus fulviventris)